# Jason Appavou
Jason Appavou (21 de julio de 1998) es un deportista neocaledonio que compite en judo. Ganó dos medallas en el Campeonato de Oceanía de Judo en los años 2016 y 2017.

## Palmarés internacional
| Campeonato de Oceanía | Campeonato de Oceanía | Campeonato de Oceanía | Campeonato de Oceanía |
| Año                   | Lugar                 | Medalla               | Categoría             |
| --------------------- | --------------------- | --------------------- | --------------------- |
| 2016                  | Canberra (Australia)  | Medalla de bronce     | –66 kg                |
| 2017                  | Nukualofa (Tonga)     | Medalla de plata      | –66 kg                |